# Rex sacrorum
Rex Sacrorum (latin för "Kung över det heliga") var den högsta prästämbetet i Rom när Rom regerades av kungar som också innehade ämbetet.
Detta förändrades när den siste kungen, Tarquinius Superbus, avsattes och Rom blev republik 510 f.Kr. Någon måste då ansvara för de ritualer som kungen tidigare hade utfört. Romarna utsåg då en Rex Sacrorum. Denne var alltid en patricier som valdes på livstid. Teoretiskt var han den högste prästen men i praktiken var han mindre betydelsefull än Pontifex Maximus. Till skillnad från denne och augurerna var han förbjuden att inneha något annat ämbete. Han var frikallad från alla militära och civila skyldigheter. På grund av dessa inskränkningar var ämbetet aldrig eftertraktat av plebejerna och förblev därför ett monopol för patricierna ända fram till år 390 då det avskaffades av Theodosius I. 
Rex sacrorums hustru var också präst och hade titeln Regina Sacrorum (Drottning över det heliga). Rex Sacrorum och Regina Sacrorum presiderade vid de offer som utfördes varje månad vid Ides, Nones och Kalends enligt den romerska kalendern. Han offrade till Jupiter och hon till Juno.